# 18 Мелпомена
18 Мелпомена (лат. 18 Melpomene) је астероид главног астероидног појаса. Приближан пречник астероида је 140,57 km,
а средња удаљеност астероида од Сунца износи 2,295 астрономских јединица (АЈ).
Инклинација (нагиб) орбите у односу на раван еклиптике је 10,129 степени, а орбитални период износи 1270,221 дана (3,477 године). Ексцентрицитет орбите астероида износи 0,218.
Апсолутна магнитуда астероида износи 6,51 а геометријски албедо 0,222.
Астероид је откривен 24. јуна 1852. године.